# 筏津安恕
筏津 安恕（いかだつ やすひろ、1950年6月28日 - 2005年11月7日）は、日本の法学者。元名古屋大学教授。鳥取県出身。

## 人物
専門は法思想史。法思想史的な観点から、西欧における社会的契約理論の系譜の再構築と再評価を行うことをライフワークとした。法と経済学などにおける取引費用、情報や契約の不完全性など、アメリカ流の捉え方については、皮相で浅薄なものだと批判している。
名古屋大学を研究の場としたが、教養部の改組を担当する委員として学内事務に追われた。大学の法人化を前にして、黒田達朗を筆頭に新研究科の設立の動きがあったとき、決して会議の場には出ようとしなかったが、黒田とは個別に意見の交換を行っていた。そして、夜遅くまで研究を続ける研究室に同僚が立ち寄った際に、黒田の考えや進捗状況を説明する広報の役目を担った。黒田と二人で他の部局に説明に行くと、一部の学部長から盗人よばわりされることもあったという。
妻であった裁判官の筏津順子は大学院の同窓であり、筏津とヨーロッパ旅行を趣味にするなど仲の良い夫婦であった。東京大学名誉教授の長尾龍一とは、新婚のころに夫婦一緒に食事をしている。
2005年11月7日、死去。告別式の弔辞は黒田達朗が読んだ。

## 略歴
- 1950年 - 鳥取県に生まれる
- 1975年 - 東北大学法学部卒業
- 1981年 - 名古屋大学大学院法学研究科博士課程単位取得退学
- 名古屋大学大学院環境学研究科教授
- 2005年 - 死去

## 著作
- 『失われた契約理論―プーフェンドルフ ルソー ヘーゲル ボワソナード―』(昭和堂、1998年)
- 『私法理論のパラダイム転換と契約理論の再編―ヴォルフ カント サヴィニー―』(昭和堂、2002年)
- 『Der Paradigmawechsel der Privatrechtstheorie und die Neukonstruktion der Vertragstheorie in seinem Rahmen: Pufendorf, Wolff, Kant und Savigny, Ebelsbach』 (Aktiv Druck & Verlag、2002年)
- 『義務の体系のもとでの私法の一般理論の誕生―スアレス デカルト グロチウス プーフェンドルフ』(昭和堂、2010年)

## 役職
- 1992年 - 国際法・社会哲学会日本支部企画委員[6]
- 1992年 - 比較法史学会理事[6]
- 1999年 - 法文化学会理事[6]